# Gonoclostera trimonides
Gonoclostera trimonides är en fjärilsart som beskrevs av Matsumura 1905. Gonoclostera trimonides ingår i släktet Gonoclostera och familjen tandspinnare. Inga underarter finns listade i Catalogue of Life.